# Pantanal
El Pantanal o El Gran Pantanal situat en la seva majoria al Brasil, i conegut durant l'època de la conquesta espanyola amb el nom de Laguna de Jarayes és una plana al·luvial immensa que cobreix també algunes parts de Bolívia i de Paraguai. És la zona humida més gran del món, situada a la regió del Mato Grosso i Mato Grosso do Sul brasiler i que arriba en els seus extrems fins al Paraguai i Bolívia (el Chaco), amb una extensió total de 200.000 km² (unes 5.000 vegades major que els Aiguamolls de l'Empordà). És possiblement l'ecosistema més ric del món en biodiversitat de flora i fauna.
Dins el que anomenem com el Pantanal hi trobem el Parque Nacional do Pantanal a la part brasilera amb 136.028,00 hectàrees.

## Inicis
L'origen del Pantanal és el resultat de la separació de l'oceà fa milions d'anys. Els animals que es troben en el mar també es troben en els pantans, formant el que podria anomenar una mar interior. Atrets per la presència de metalls i pedres precioses (que van ser utilitzats pels pobles indígenes que han habitat la regió, com ara adorns), entre ells l'or. El portuguès Aleixo García el 1524, va resultar ser el primer a visitar el territori, que va arribar al riu Paraguai a través del riu Miranda, arribant a la zona on avui hi ha la ciutat de Corumbá. En els anys 1537 i 1538, l'espanyol Juan de Ayolas i el seu company Domingo Martínez de Irala, seguida pel riu Paraguai i l'anomenat Port dels Reis l'estany de Gayver. Al voltant de 1542-1543, Alvaro Nuñez Cabeza de Vaca (espanyol i aventurer) també va anar al Perú. Entre 1878 i 1930, la ciutat de Corumbá (ubicat dins el Pantanal) es converteix en l'eix principal i de navegació comercial a l'estat de Mato Grosso, després perd la seva importància per a les ciutats de Cuiabá i Campo Grande, iniciant un període de decadència economica.
L'incentiu proporcionat pels governs de la dècada de 1960 per desenvolupar la regió del Centre-Oest a través de l'execució de projectes agrícoles ha portat molts canvis en l'entorn del Pantanal, i posen en perill la seva biodiversitat. Interessades en la conservació del Pantanal, EMBRAPA instal·là allà el 1975 a Corumbá, una unitat de recerca per a la regió, per tal d'adaptar, desenvolupar i transferir tecnologies per a l'ús sostenible dels recursos naturals. La investigació va començar amb el bestiar, la principal activitat econòmica, i avui, a més de la ramaderia, inclou diverses àrees com els recursos vegetals, la pesca, fauna, aigua, clima, sòl, l'avaluació dels impactes de les activitats humanes i socioeconòmiques. En els darrers anys hi ha hagut una inversió massiva en el sector del turisme, amb diverses posades del Pantanal per practicar aquesta forma de turisme sostenible.

## Generalitats
El Pantanal és un dels aiguamolls més extensos del món i està situat al centre d'Amèrica del Sud, a la conca superior del riu Paraguai. La seva superfície és de 138.183 km², amb un 65% del seu territori en l'estat de Mato Grosso do Sul i 35% a Mato Grosso. La regió és una planicie pluvial de terres baixes afectades pels rius que drenen la Conca superior del riu Paraguai, on es desenvolupa una fauna i flora de rara bellesa i abundància, la influència dels quatre biomes: Amazònia, Cerrado, Mata Atlàntica i Chaco.

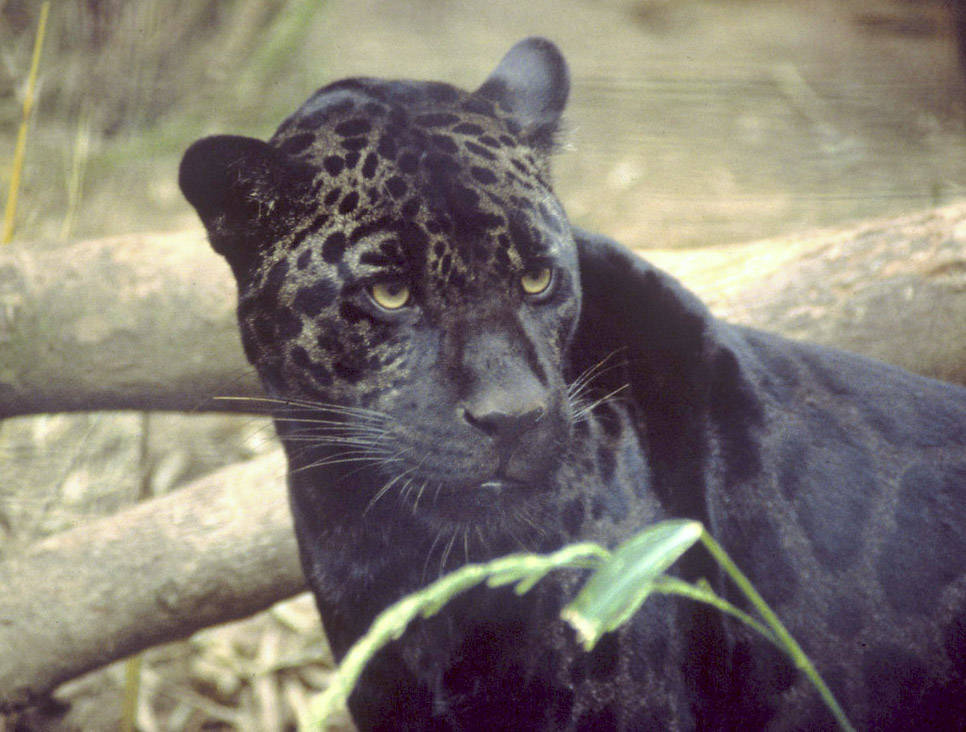
Pantera negra

El riu Paraguai i els seus afluents recorren el Pantanal, formant extensos aiguamolls que serveixen de refugi per a molts peixos, com el pintat,el daurat, o el Pacú, i també altres animals com el Caiman, la Capibara i les llúdrigues, entre altres espècies. Moltes de les espècies en perill d'extinció en altres parts del Brasil encara tenen una població forta a la regió del Pantanal, com el Cérvol dels pantans, la capibara, la cigonya i el caiman.
A causa de la baixa pendent d'aquesta plana en direcció nord-sud i est-oest, l'aigua que cau a les capçaleres del riu Paraguai, passarà quatre mesos o més per creuar tot el Pantanal. Els ecosistemes estan caracteritzats per sabanes i boscos de sabana sense inundacions periòdiques, les planes d'inundació i els ambients aquàtics, com ara estanys d'aigua dolça o aigua salobre, rius, rierols i terres baixes.

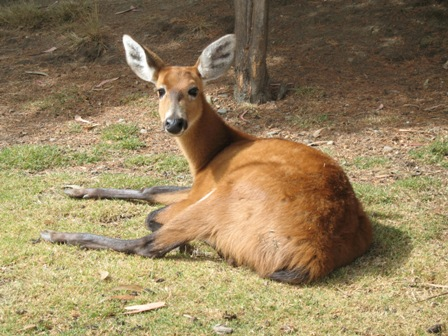
Cérvol dels pantans

El clima és calent i humit a l'estiu,encara que és relativament fred a l'hivern, sent a causa de l'evapotranspiració relacionats amb l'aigua en l'horitzó del sòl en les arrels durant el període humit. La major part del sòl Pantanal és de sorra i recolza les pastures nadius utilitzats pels herbívors nadius i pel bestiar, introduït pels colons a la regió. Una petita porció de la praderia original ha estat reemplaçat per exòtiques plantes farratgeres, com la de Brachiaria (4,5% el 2006) [2]. En el balanç energètic (és a dir, l'intercanvi d'energia entre la superfície i atmosfera) està molt influenciat per la presència de fines làmines d'aigua que cobreix parcialment el terreny, cada estiu, i les característiques particulars del balanç d'aigua i energia en última instància, influir en la de la capa límit atmosfèrica regional [3].
La plana del Pantanal té aproximadament 230 quilòmetres quadrats, segons les estimacions dels estudiosos que expliquen el que és difícil establir un càlcul precís de les seves dimensions, en diversos punts molt difícil establir on comença i acaba el Pantanal i les regions circumdants, més enllà del tancament de cada cicle de les estacions de sequera i els canvis d'aigua del Pantanal.
La seva superfície és de 138.183 quilòmetres ² (64,64% a Mato Grosso do Sul i 35,36% a Mato Grosso (JSV Silva et al, 1998)). Considerat un dels més grans planes sedimentàries del planeta, el Pantanal s'estén per Bolívia i Paraguai, països que rep altres noms, i el Chaco la més coneguda.
La seva Constitució, només el planeta, és el resultat de la separació dels oceans fa milions d'anys, formant el que podria anomenar una mar. La plana és lleugerament ondulat, esquitxat per rares elevacions aïllades, sovint anomenades muntanyes i turons, i rica en depressions poc profundes. Els seus límits estan marcats per diversos sistemes, com ara planes elevacions, muntanyes i massiva, i és tallada per una gran quantitat de rius de diferents mides, tots ells pertanyents a la conca del riu Paraguai - els principals són Cuiabá, Rius, Sant Llorenç, Taquari, Aquidauana, Miranda i Apa. El Pantanal és limitada en el costat brasiler (al nord, est i sud-est) de terres d'altitud d'entre 600 i 700 metres, s'estén a l'oest fins als contraforts dels Andes i s'estén al sud planes centrals Pampa.
La vida del Pantanal en el marc del disseny de l'aigua: allà, la pluja, divideix la vida en dos períodes molt diferents. Durant els mesos de sequera - de maig a octubre més o menys - el paisatge pateix canvis radicals: quan l'aigua caiguda, els camps que es descobreixin, baixos, illes i rius recuperar els seus cursos naturals, però no sempre seguint el curs del període anterior. Aigües contaminades per les depressions a terra, formant els corrents (canals que connecten les aigües de les badies, llacunes, aiguamolls, etc. Amb els rius propers).
En els àmbits coberts principalment per pastures extensius i vegetació de sabana, l'aigua superficial escasseja, restringida als rius perennes, amb joc de llit, grans llacs, a prop dels rius, anomenats badies, i alguns petits llacs i pantans en zones baixes de la plana. En molts llocs, es fa necessari l'ús de les aigües subterrànies, les aigües subterrànies o aqüífers, estan utilitzant les bombes de mà i / o afectats pels molins de vent per garantir el subministrament a les cases i fonts d'aigua per a les mascotes.
Les primeres pluges de la temporada de tardor en un sòl sec i porós i s'absorbeix fàcilment. De novembre a abril les pluges torrencials que cauen a les capçaleres de la conca del riu Paraguai cap al nord. Amb la humectació constant de la terra, la plana de sobte es converteix en verd, a causa de la regeneració de moltes espècies resistents a l'escassetat d'aigua en els mesos anteriors. Aquest enorme increment de l'oferta regular d'aigua en el Pantanal, el pendent baixa de la plana i la dificultat d'evacuació de les aigües per les inundacions, són responsables d'inundacions en zones baixes, formant badies de centenars de quilòmetres quadrats, el que dona a la regió un punt de d'immens mar interior.
La pluja augmenta el nivell de les badies permanent, crea un altre, el desbordament de rius i les inundacions dels camps veïns, i turons aïllats es destaquen com a veritables illes cobertes de vegetació - les agrupacions d'aquestes illes es diuen els rangs de Pantanal - a les illes i cadenes muntanyoses quan els animals refugi que busquen refugi de la crescuda de les aigües.
Aquesta vegada és més difícil viatjar al Pantanal, perquè molts camins estan inundats i intransitables. El transport de persones, animals i béns només es pot fer a costa dels animals de càrrega i embarcacions - moltes granges i assentaments (també conegut com a Corrutela) ubicats en zones baixes estan aïllats dels centres d'abastament i l'accés a ells, sovint només es pot fer per vaixell o avió.
Amb nivells creixents del mar, grans quantitats de matèria orgànica és arrossegada pel corrent i va portar a distàncies considerables. Representada principalment per masses de vegetació flotant i marginal i els animals morts a la inundació, aquestes restes durant la marea baixa, són dipositats en els bancs i les ribes dels rius, llacs i aiguamolls, i després d'una ràpida descomposició, formen l'element fecundant l' del sòl, capaç de l'enorme diversitat de tipus de plantes ja existents allà.
Entre la variada vegetació, nombroses espècies d'animals adaptats a aquesta regió d'aquests aspectes contradictoris. Aquesta immensa varietat de la vida, traduït en un moviment constant de formes, colors i sons és un dels espectacles més bells de la Terra. A causa d'aquesta alternança entre períodes secs i humits, el paisatge del Pantanal mai és el mateix, canviant cada any: els llits dels rius, canviar els seus plans, grans badies alterar els seus dissenys